# Црква Сабора Светог Архангела Гаврила у Моравцима
Црква Сабора Светог Архангела Гаврила у Моравцима је под заштитом Завода за заштиту споменика културе Ваљево. С обзиром да представља значајну историјску грађевину, проглашена је непокретним културним добром Републике Србије.

## Историја
Црква Сабора Светог Архангела Гаврила у Моравцима се налази са леве стране изнад Ибарског пута, удаљена око два километра од Љига. Освећена је 26. јула 1858. године, на дан Сабора Светог Архангела Гаврила по којем носи назив. За изградњу садашњег храма су прилоге од по седам дуката у злату дали сви мушкарци који су живели у селима Моравци, Липље, Дићи, Гукоши, Ивановци, Пољанице, Козељ, Бранчић и Брајковић. Пројекат цркве је урадио архитекта Теодор Шифт, а пластичне украсе изведене у унутрашњости храма је саградио Теодор Теодоровић Сарајлија. Црква је једнобродна, монументална грађевина са апсидом у ширини наоса на истоку и припратом са торњем на западу. Поред главног портала на западној страни црква има и портале на северу и југу наоса. Током Првог светског рата су на цркви били оштећени северна страна крова и торањ. У част страдалих у ратовима 1912—1920. на северном, јужном и западном зиду наоса су постављене мермерне плоче на којима су уклесана њихова имена. Иконостас са двадесет и седам икона је 1943. године темпером на дасци осликао Никодим Бркић. Садашња црква је подигнута на старом месту на коме је у тринаестом веку постојао храм чији је ктитор био Стефан Урош I. Манастир Моравци је био запуштен, у њему су се налазиле мошти светитеља које је 1732. године пренео у свој манастир игуман Боговађе. Моравци су били пусти до 1797. када га је обнавио Хаџи Рувимов ученик Хаџи Ђера. Светитељске мошти које је донео са поклоничког путовања у Јерусалиму се налазе у проширењу на северном зиду наоса садашње цркве. На манастирској ћелији је постојао натпис настао 27. септембра 1798. који је сведочио о њеној обнови за коју су били заслужни Хаџи Ђера и Никола Грбовић. Моравички архимандрит Хаџи Ђера је убијен 1804. године и сахрањен је јужно од моравичке цркве на месту на коме је 2000-те преко старе надгробне плоче постављена нова. У југозападном делу порте је двоспратна зграда некадашње основне школе која је 1911. била прва народна читаоница и једина сеоска библиотека на подручју садашњег Колубарског управног округа. Одлуком Министарства просвете Републике Србије 2014. године је враћена цркви. Од 2017. црква Сабора светог архангела Гаврила у Моравцима је мирска црква. У ризници цркве се чувају вредни богослужбени предмети: антиминс из 1728. године, антиминс из друге половине деветнаестог века, свитак са текстом Абагара и старе богослужбене књиге на којима се налазе Хаџи Ђерини записи.